# Тихон (Русинов)
Єпископ Тихон (у миру Іван Володимирович Русинів; 29 квітня 1886, слобода Казинка, Павловський повіт, Воронезька губернія — 8 травня 1938, Одеса) — єпископ Російської православної церкви, єпископ Одеський і Херсонський.

## Життєпис
З сім'ї диякона Вознесенської церкви села Велика Казинка Володимира Яковича Русинова. Брат єпископа Митрофана (Русинова).
1902 — закінчив Павлівське духовне училище, в 1908 році — Воронезької духовної семінарії.
1908 — призначений наглядачем за учнями Бирюченского духовного училища.
1911 — звільнений за штат у зв'язку з надходженням в Санкт-Петербурзьку духовну академію, яку закінчив у 1915 році зі ступенем кандидата богослов'я.
4 вересня того ж року призначений викладачем Озургетського духовного училища. В 1917 році переведений у Павловського духовного училища Воронезької єпархії.
З 1919 року — викладач Донського Маріїнського інституту.
1920 — пострижений у чернецтво і висвячений на ієромонаха.
Ухилився в обновленство. 12 листопада 1922 року хіротонісаний обновленськими архієреями в єпископа Усть-Медведского, вікарія Царіцинської єпархії. Хіротонію звершили: митрополит Антонін (Грановський) і архієпископ Модест (Нікітін).
17 квітня 1924 року приніс покаяння перед Патріархом Тихоном і прийнятий в сані єпископа. 24 червня того ж року призначений єпископом Усть-Медведським, вікарієм Донської єпархії.
У грудні 1925 року ухилився в григоріанський розкол (ВВЦС).
У 1926 році приніс покаяння перед митрополитом Сергієм (Страгородским). У тому ж році вдруге ухилився в григоріанський розкол і знову 17 грудня 1931 року покаявся.
З 29 червня 1932 року — єпископ Іжевський.
З 13 лютого 1933 року — єпископ Полоцький і Вітебський.
З 27 липня 1935 року — єпископ Полтавський і Перяславский.
У березні 1937 року призначений єпископом Одеським і Херсонським. У квітні того ж року прибув до місця служіння.
6 березня 1938 року арештований Управлінням НКВС по Одеській області. Звинувачений в «антирадянській агітації». 20 квітня 1938 року засуджений до вищої міри покарання. Розстріляний 8 травня 1938 року в Одесі.